# Samacá
Samacá est une municipalité située dans le département de Boyacá, en Colombie.

## Personnalités liées à la municipalité
- Pedro Saúl Morales (1965-) : cycliste né à Samacá.